# 反击系列反弹道导弹
反击系列反弹道导弹是中华人民共和国于20世纪60年代开发的一款地空导弹系统，该系统由反击-1（红旗-18）、反击-2(FJ-2)、反击-3(FJ-3)导弹组成。主要假想目标是进入中华人民共和国领空的近地飞行器和洲际导弹，属于640工程反导系统的陆基组成部分，工程代号640-1。

## 起源
反击系列反弹道导弹起源可以追溯到1963年12月15日，毛泽东在听取了战略武器的汇报后第一次谈到搞战略防御武器的想法。1964年2月2日在会见国防部五院副院长钱学森时再次提到反导问题，并很快得到响应。中华人民共和国中国国防科委在3月23日的弹道导弹防御科学讨论会上，正式确立了建立反导系统的决议。会议会明确了反导的三个可能途径，并做了相应的分工。国防部五院负责导弹反导弹系统，中科院上海光机所则负责研制激光反导系统，炮兵科学研究院负责超炮反导系统，会后国防科委向中央专委呈报了《关于防御敌人导弹的研究工作的初步意见》的报告后正式付诸实施。

## 640-1工程
1965年将反导项目列为一项国家重点项目纳入规划，正式命名为640工程。但此时由于文革的困扰，导致640工程进展缓慢。为了片排除文革的干扰，中国国防科委于1967年10月召开会议。会议上决定重新调整640工程项目具体部署。其具体为：640-1为反弹道导弹武器系统的代号，640-2为反导大炮代号，640-3为激光炮代号，640-4为早期预警雷达代号，640-5是导弹弹头再入物理现象研究的代号。1969年年8月14日，经周恩来批准，七机部二院改组为“反导、反卫星总体研究院”。640-1工程即反击系列反导导弹，该系统由低空拦截和高空拦截反导系统两部分构成。低拦系统由“红旗八十一号”（后改称“反击一号”）和“反击二号”导弹组成，用于拦截低中空目标；高拦系统由“反击三号”组成，用来拦截大气层外的目标。研发项目具体由二院负责。

## 反击1/2/3拦截弹

### 红旗-18
1964年3月23日，国防科委弹道导弹防御科学讨论会结束后，时任国防部第五研究院二分院领导的宋健在5月向钱学森提出应先研制“低空拦截反导弹系统”，的建议，其具体性能指标为：识别高度80千米;拦截高度15千米左右;导弹飞行时间约20秒，导弹平均速度1500米/秒，钱学森批准了该计划。这样，基本形成了“红旗-18”（后改称“反击一号”）的指标设想。此后，二院开始“红旗-18”技术设计和研发工作。
1965年12月22日，七机部下发1966年研制生产计划考核项目。要求二院开展“红旗—81号”反导弹导弹的预先研究工作。1966年2月19-20日，二院研制的“红旗—81号”3发小比例模型弹飞行实验成功。同年6月，国防科委二十基地在新疆库尔勒组建了第四试验部，即反导导弹靶场。全力筹备“红旗—81号”的研发和实验工作，但由于文革影响进展缓慢。为摆脱文革带来的不利影响，中国国防科委召集参与“640工程”的各个有关单位在北京召开会议。重新调整640工程项目具体部署和研发分工，会上提出争取在1973年-1975年间开始实弹试验的目标。北京会议后，中国军方加速了反导项目的研发进度。
1967年-1969年，由于中苏关系持续恶化的影响，中国三北地区重要部队、单位向内地疏散。当时位于新疆的反导导弹靶场迁到云南寻甸县大石洞。受此影响，中国的反导问题变得紧迫起来，同年8月14日，经周恩来批准，七机部二院改组为“反导、反卫星总体研究院”。此后，二院集中力量研制“反击”系列反导拦截导弹。

### 反击一号
“反击一号”是低栏系统的组成部分，采用两级液体火箭发动机，作战指标以拦截中国中程地地导弹“东风三号”的再入轨弹头为目标，该系统包括：反导导弹、搜索跟踪雷达、制导雷达、导弹发射设备以及把这些设备联结成拦截系统并与远程预警雷达(“110”雷达)协同工作的指挥所组成。
1970年8月，“反击一号”第一发模型弹在24基地进行发射试验，达到预定指标，取得成功。1972年4月，“反击一号”第一批两发独立回路遥测弹完成总装、出厂交付。5月15日，遥测弹在24基地进行发射试验，发射后不久，导弹在空中爆炸，试验失败。在上级要求下，二院迅速召开工作会议，反复分析和讨论，找出了试验失败的主要原因，并采取技术措施对找出的问题加以改进。经过反复试验，取得了比较满意的效果。
1978年10月，二院向七机部上报《关于结束反击一号研制工作的报告》，提出在完成3发模型弹后结束研制工作。1979年8月至9月，反击一号在24基地成功地进行了两次发射试验，无战斗部的导弹在有效杀伤半径内成功地与目标碰撞。相关试验完成后，中央军委及相关部门对“反击一号”拦截弹的总体性能较为满意，并开始计划在北京附近构建中国第一个“反击一号”反导阵地，初步建起一个“反导防区”。此后，由于国际政治局势变化，中国逐渐放缓了反导系统研发工作，最终于1980年3月9日，国防科委通知，终止反击一号研制。

### 反击二号
“反击二号”是在反击一号的基础上发展而来，是反击系列拦截弹的第二个成员。研制开始于1970年，其战术指标是：射程50千米，拦截高度20-40千米。“反击二号”拦截弹的的研发进度要高于反击一号，在1971年10月到1972年初进行了6次发射试验，其中5次成功，只有一次失败。后由于拦截范围与“反击一号”重叠，最终于1973年终止研发，转而将研发过程中获得的技术积累用来研发反击一号和反击三号导弹。

### 反击三号
“反击三号”是反击系列拦截弹的最后一个成员，于1971年6月开始研制。是一种在几百千米以的外层空间拦截来袭弹头的反导拦截弹，由导弹、制导系统、预警系统、指挥所和地面设备组成。反击三号拦截弹为三级固体导弹，直径1.4米，由地下井发射。“反击三号”采用了当时相当超前的双层拦截概念，即保证在第一枚拦截弹没有击中目标的情况下，还有时间再发射第二枚拦截弹，以保证拦截效果。1974年6月，反击三号高层拦截反导武器系统展开配套设备研制和关键技术攻关。1977年反击三号导弹系统停止了研制，其中已研制成功的S-7大型车载计算机成为“东风五号”战略导弹和其他型号的配套设备。1979年8-9月，反击一号成功进行2发模型遥测弹飞行试验。 1980年3月“640”系列工程停止研制。中国60年代建设的0.5米高超音速常规风洞就有为了“反击”号导弹试验的目的。在此过程中研制的相关配套设施由东风-5洲际导弹使用。

## 辅助装备

### 预警卫星
“长空一号”预警卫星是反导装备的辅助部分，用于对假想敌提供战略预警和情报分析，代号“701工程”。中央军委1969年10月31日向上海市下达的研制技术试验卫星的任务，由于文革的影响，进展缓慢。在1973年9月18日-1974年7月12日经历了两次发射失败后，于1975年7月26日-1976年8月30日间三次发射取得成功。

### 预警雷达
雷达预警系统由7010相控雷达和110单脉冲跟踪雷达构成，该系统由南京第14电子研究所负责研制。
7010相控阵预警雷达于1970年5月开始研制，1972年开始建设，1975年10月开始运转；1976年全面部署。7010相控阵预警雷依山而建，正面宽40米，高20米，探测距离达3000公里，可以连续跟踪十批以上的外空目标。
110单脉冲跟踪雷达从1965年开始研制，1971年研制成功，1977年正式部署。110单脉冲超远程精密跟踪雷达安装于球形罩内，探测距离大于2000公里，主要用于对洲际导弹、卫星等外空目标执行跟踪任务。

## 结局
反击系列反弹道导弹是中国早期反导计划640工程的组成部分，随着1983年640工程的下马而最终停止研发。虽然這個計劃在研發過程中就被終止，但研制过程中所获得的经验有助于后来开发中国版的反弹道导弹系统和反卫星武器。